# Ocaña, la memoria del sol
Ocaña, la memoria del sol es una película documental española sobre José Pérez Ocaña, su vida y su obra, rodado por Juan José Moreno y estrenado en 2010. 
Este documental biográfico tiene como objetivo la recuperación de la memoria de Ocaña como figura rupturista, como persona que luchaba contra las normas impuestas, que está más allá del artista que fue, visto así desde una perspectiva más universalista. La grabación evoca diversas facetas del personaje, desde las pinturas de devoción popular a la virgen hasta la defensa y celebración de su propio cuerpo y del derecho propio y ajeno a existir y ser en libertad.

## Estructura
La historia, en este caso, no solo la cuenta el propio Ocaña (del que se incluyen fragmentos que había aparecido en Ocaña, retrato intermitente), sino que gran parte de la atención recae en cómo quienes compartieron su vida con él (familia y amigos) cuentan su historia y construyen la imagen del Ocaña que conocieron. Se dan cita en el rodaje tanto Cantillana, su pueblo sevillano que lo vio crecer, como Barcelona, ciudad a la que huyó para poder llevar una vida mejor, más libre. Las imágenes que recogen las procesiones de su pueblo ayudan a entender mejor todo aquello que Ocaña planteaba en torno a la religión en el documental de Ventura Pons, quien también sale en este proyecto para hablar de su relación con el pintor sevillano y del motivo de su película.